# 昆貝爾

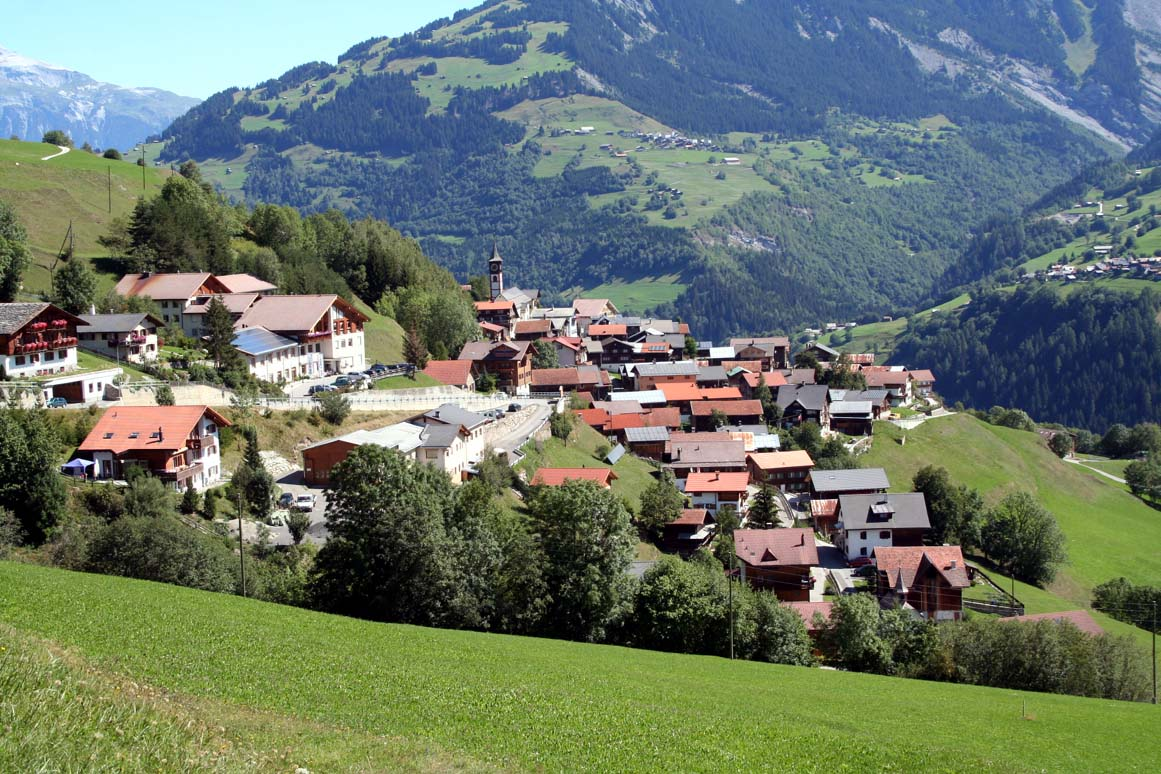

昆貝爾是瑞士的城鎮，位於該國東部，由格勞賓登州負責管轄，面積4.46平方公里，海拔高度1,138米，2011年人口238，八成半居民使用羅曼什語，人口密度每平方公里53人。

## 外部連結
- Official Web site （页面存档备份，存于）